# Michel Billière
Pour les articles homonymes, voir Billière.

a Compétitions nationales et continentales officielles uniquement.

b Matchs officiels uniquement.
Michel Billière, né le 16 juillet 1943 à Salles-sur-Garonne et mort le 31 janvier 2020 à Toulouse, est un joueur français de rugby à XV.

## Biographie
Michel Billière commence sa carrière à l'École de rugby du SC Rieumes en 1955. Il  joue d'abord avec l'équipe de France et le Stade toulousain au poste de troisième ligne (1,90 m pour 100 kg). C'est aussi un bon buteur suppléant à l'occasion au Stade toulousain Pierre Villepreux ou Jean-Louis Bérot.
De 1977 à 1989, il est adjoint au maire et conseiller municipal à Rieumes.
En 1991, il reçoit la médaille de bronze de la Fédération française de rugby. Le 1er janvier 2004, il se voit décerner la médaille d'argent du Mérite sportif de la Jeunesse et des Sports. En octobre 2004, il devient membre de l'Académie toulousaine de rugby.
En 2010, il devient vice-président délégué des Amis du Stade toulousain (propriétaire du complexe sportif Ernest-Wallon), ainsi que membre du conseil de surveillance du Stade toulousain. Le 27 juin 2019, il est élu coprésident de l'association des « Amis du Stade  », propriétaire du Stade Ernest-Wallon, aux côtés de Franck Belot.
Il décède le 31 janvier 2020 à 76 ans.

## Carrière

### Club successifs
- SC Rieumois (Rieumes)
  - De 1955 à 1967 : Il y commence sa carrière puis joue son premier match avec l'équipe 1 en 1959 à l'âge de 16 ans, au poste de 3e ligne aile. La même année, il est vainqueur du concours du Jeune Rugbyman et, deux ans plus tard, il est présélectionné en équipe des Pyrénées Juniors. En 1966, il est sélectionné en équipe des Pyrénées seniors et affronte Dublin.
  - De 1977 à 1986 : Il retourne à Rieumes en tant que dirigeant. Puis il rechausse les crampons en 1979 et devient Champion de France en 3e division contre Kronembourg 9 à 6 à Vienne. Il est président du SCR de 1982 à 1986.
- Stade toulousain

De 1967 à 1974 : Il  dispute 136 matchs de championnat en équipe 1 (sur 140, en 6 saisons), marqueur de 25 essais, 7 pénalités, 6 transformations et 1 drop. En 1969, il est finaliste du Championnat de France avec le Stade toulousain à Lyon, contre Bègles (perdu 9 à 11). En 1971, il est finaliste du Challenge Yves du Manoir avec le Stade toulousain battu par Dax à Paris.
- Sporting club appaméen (Pamiers) 1974

### En équipe nationale
Il dispute un test match le 10 août 1968 contre l'équipe de Nouvelle-Zélande, lors d’une tournée de l'équipe de France. Sa carrière internationale n'a pas été à la hauteur de son potentiel car concurrencé par Walter Spanghero ou Benoît Dauga.

## Palmarès
- Championnat de France de première division :
  - Vice-champion (1) : 1969
- Challenge Yves du Manoir :
  - Finaliste (1) : 1971

## Statistiques en équipe nationale
- Sélections en équipe nationale : en 1968, il effectue la Tournée avec l'équipe de France en Australie et Nouvelle-Zélande. Il joue le 3e test à Auckland contre les All-Blacks au poste de 3e ligne aile le 10 août 1968. Il est capitaine de l'équipe de France B à 5 reprises de 1969 à 1972.